# Пас магазин
Пас магазин је српски часопис о псима. Часопис је почео да излази у Београду. Први број је изашао 2013. године, и излази и данас.

## О часопису
Пас магазин је једини специјализовани часопис о псима у региону. У сваком броју се обрађују теме везане за здравље, правилном исхраном и негом паса, савете о дресури, упознавање са познатим личностима и њиховим звездама, репортаже, али и нешто о поп култури и уметности у којој су пси главни јунаци.

### Уредништво  и издавачи
Главни уредник је Биљана Стјеља, а одговорни уредник је Вук Мијатовић.

## Место и штампарија
Часопис се штампа у Београду, у Штампарији Pet magazin .

## Занимљивост
- Истраживање о псећем ДНК је показало да је човеков “најбољи пријатељ” можда уједно и човеков најстарији пријатељ.[3]
- Пси умеју да ти покажу љубав на најневероватније начине. Ипак, кад су нам емоције прејаке и кад се гушимо у сузама – често делује као лек.<ref name="пет">